# Florian Kroop
Florian Kroop (* 1989 in Erfurt) ist ein deutscher Schauspieler und Hörspielsprecher.

## Leben
Florian Kroop wuchs in seiner Geburtsstadt auf und stand bereits in jungen Jahren auf der Bühne des Erfurter Kinder- und Jugendtheaters Die Schotte. Von 2009 bis 2013 ließ er sich an der Hochschule für Schauspielkunst „Ernst Busch“ in Berlin zum Schauspieler ausbilden. Während seiner Ausbildung spielte er unter anderem am Berliner Ensemble und dem Hans Otto Theater in Potsdam. Sein erstes Engagement erhielt Kroop am Theater Baden-Baden, hier war er neben anderen Rollen als Camille Desmoulins in Georg Büchners Drama Dantons Tod zu sehen. Weitere Verpflichtungen führten ihn an das Theater der Jugend in  Wien und das Berliner Grips-Theater.
Seit Mitte der 2010er-Jahre arbeitet Kroop auch vor der Kamera. Zu sehen war er unter anderem 2017 in dem mehrfach prämierten Kurzfilm Gabi und der 2. Staffel der Fernsehserie Das Boot.
Florian Kroop lebt in Berlin.

## Filmografie (Auswahl)
- 2015: Abschussfahrt
- 2015: Die Fallers – Die SWR Schwarzwaldserie (2 Folgen als Florian)
- 2016: Shakespeares letzte Runde
- 2017: SOKO Wismar – Todesstrafe
- 2017: Notruf Hafenkante – Amok
- 2017: Gabi
- 2018: Trautmann
- 2018: So viel Zeit
- 2018: Berlin Station – Aut Concilio Aut Ense
- 2019: Mein Freund, das Ekel
- 2020: Das Boot (8 Folgen als Frieder Mez in Staffel 2)
- 2020: Polizeiruf 110 – Der Tag wird kommen
- 2020: Alles was zählt
- 2020: Sunny – Wer bist du wirklich?
- 2021: Tatort: Der feine Geist
- 2022: Was man von hier aus sehen kann

## Hörspiele
- 2014: Kick-Back – Autor: Herbert Beckmann – Regie: Mark Ginzler – SWR
- 2015: Die vierzig Tage des Musa Dagh – Autor: Franz Werfel – Regie: Kai Grehn – SWR/NDR/HR
- 2015: Tirza – Autor: Arnon Grunberg – Regie: Mark Ginzler – SWR
- 2017: Nationalstraße – Autor: Jaroslav Rudiš – Regie: Martin Becker – WDR